# Judô nos Jogos Olímpicos de Verão de 2020 - Equipe mista
A competição de equipe mista do judô nos Jogos Olímpicos de Verão de 2020 ocorreu no dia 31 de julho de 2021 no Nippon Budokan, em Tóquio. Foi a primeira vez que uma disputa por equipes foi realizada em Olimpíadas, com um total de 12 Comitês Olímpicos Nacionais (CON) participantes.

## Qualificação
Para se qualificar para a competição de equipe mista, um CON tinha que ter competidores individuais em cada um dos seis grupos de divisões:
- Terço inferior masculino (peso ligeiro, meio-leve ou leve)
- Terço médio masculino (peso leve, meio-médio ou médio)
- Terço superior masculino (peso médio, meio-pesado ou pesado)
- Terço inferior feminino (peso ligeiro, meio-leve ou leve)
- Terço médio feminino (peso leve, meio-médio ou médio)
- Terço superior feminino (peso médio, meio-pesado ou pesado)

## Formato
A competição é disputada num sistema de eliminação direta, com as equipes sendo divididas em chaves até se chegar as duas finalistas, que disputam a medalha de ouro. As perdedoras das quartas de final ainda tem chances de competir pelas medalhas de bronze na repescagem. As equipes vencedores de cada um das duas disputas de repescagem competem pela medalha de bronze contra a perdedora das semifinais da chave oposta.
Em cada confronto as equipes são compostas por seis judocas, sendo três homens e três mulheres, em seis categorias já estabelecidas. Em caso de empate, um confronto decisivo é realizado numa categoria de peso a ser sorteada.
As quatro melhores equipes no ranking individual combinado da Federação Internacional de Judô (IJF) são as cabeças de chave. Todos as outras equipes são sorteadas aleatoriamente para compor os cruzamentos.

## Calendário
Horário local (UTC+9)
| Data                | Horário | Fase          |
| ------------------- | ------- | ------------- |
| 31 de julho de 2021 | 11:00   | Eliminatórias |
| 31 de julho de 2021 | 17:00   | Fase final    |

## Medalhistas
|  | FRA França |  | JPN Japão |  | ISR Israel |  | GER Alemanha |
|  | Clarisse Agbegnenou Amandine Buchard Guillaume Chaine Axel Clerget Sarah-Léonie Cysique Romane Dicko Alexandre Iddir Kilian Le Blouch Madeleine Malonga Margaux Pinot Teddy Riner |  | Hifumi Abe Uta Abe Chizuru Arai Shori Hamada Hisayoshi Harasawa Shoichiro Mukai Takanori Nagase Shohei Ono Akira Sone Miku Tashiro Aaron Wolf Tsukasa Yoshida |  | Tohar Butbul Raz Hershko Li Kochman Inbar Lanir Sagi Muki Timna Nelson-Levy Peter Paltchik Shira Rishony Or Sasson Gili Sharir Baruch Shmailov |  | Johannes Frey Karl-Richard Frey Jasmin Grabowski Katharina Menz Dominic Ressel Giovanna Scoccimarro Sebastian Seidl Theresa Stoll Martyna Trajdos Eduard Trippel Anna-Maria Wagner Igor Wandtke |

## Resultados
A competição foi realizada em um único dia (31 de julho) até a definição das equipes medalhistas:

### Finais
|  | Final       |   |
|  |             |   |
|  |             |   |
|  |             |   |
|  | 1JPN Japão  | 1 |
|  | 1JPN Japão  | 1 |
|  | 2FRA França | 4 |
|  | 2FRA França | 4 |

### Repescagem
|  | Repescagem   | Repescagem |                   |   | Disputa pelo bronze | Disputa pelo bronze |
|  |              |            |                   |   |                     |                     |
|  |              |            |                   |   |                     |                     |
|  |              |            |                   |   |                     |                     |
|  | GER Alemanha | 4          |                   |   |                     |                     |
|  | GER Alemanha | 4          |                   |   |                     |                     |
|  | MGL Mongólia | 2          |                   |   |                     |                     |
|  | MGL Mongólia | 2          | GER Alemanha      | 4 |                     |                     |
|  |              |            | GER Alemanha      | 4 |                     |                     |
|  |              |            | NED Países Baixos | 2 |                     |                     |
|  |              |            | NED Países Baixos | 2 |                     |                     |
|  |              |            |                   |   |                     |                     |
|  |              |            |                   |   |                     |                     |
|  |              |            |                   |   |                     |                     |

|  | Repescagem  | Repescagem |            |   | Disputa pelo bronze | Disputa pelo bronze |
|  |             |            |            |   |                     |                     |
|  |             |            |            |   |                     |                     |
|  |             |            |            |   |                     |                     |
|  | ISR Israel  | 4          |            |   |                     |                     |
|  | ISR Israel  | 4          |            |   |                     |                     |
|  | 3BRA Brasil | 2          |            |   |                     |                     |
|  | 3BRA Brasil | 2          | ISR Israel | 4 |                     |                     |
|  |             |            | ISR Israel | 4 |                     |                     |
|  |             |            | 4ROC       | 1 |                     |                     |
|  |             |            | 4ROC       | 1 |                     |                     |
|  |             |            |            |   |                     |                     |
|  |             |            |            |   |                     |                     |
|  |             |            |            |   |                     |                     |

### Seção A
|  | Oitavas de final                  | Oitavas de final |              |   | Quartas de final | Quartas de final |  |  | Semifinal | Semifinal |
|  |                                   |                  |              |   |                  |                  |  |  |           |           |
|  |                                   |                  |              |   |                  |                  |  |  |           |           |
|  |                                   |                  |              |   |                  |                  |  |  |           |           |
|  |                                   |                  |              |   |                  |                  |  |  |           |           |
|  |                                   |                  |              |   |                  |                  |  |  |           |           |
|  |                                   |                  |              |   |                  |                  |  |  |           |           |
|  | 1JPN Japão                        | 4                |              |   |                  |                  |  |  |           |           |
|  | 1JPN Japão                        | 4                |              |   |                  |                  |  |  |           |           |
|  |                                   |                  | GER Alemanha | 2 |                  |                  |  |  |           |           |
|  | GER Alemanha                      | 4                | GER Alemanha | 2 |                  |                  |  |  |           |           |
|  | GER Alemanha                      | 4                |              |   |                  |                  |  |  |           |           |
|  | EOR Equipe Olímpica de Refugiados | 0                |              |   |                  |                  |  |  |           |           |
|  | EOR Equipe Olímpica de Refugiados | 0                | 1JPN Japão   | 4 |                  |                  |  |  |           |           |
|  |                                   |                  | 1JPN Japão   | 4 |                  |                  |  |  |           |           |
|  |                                   | 4ROC             | 0            |   |                  |                  |  |  |           |           |
|  |                                   | 4ROC             | 0            |   |                  |                  |  |  |           |           |
|  |                                   |                  |              |   |                  |                  |  |  |           |           |
|  |                                   |                  |              |   |                  |                  |  |  |           |           |
|  | 4ROC                              | 4                |              |   |                  |                  |  |  |           |           |
|  | 4ROC                              | 4                |              |   |                  |                  |  |  |           |           |
|  |                                   |                  | MGL Mongólia | 2 |                  |                  |  |  |           |           |
|  | MGL Mongólia                      | 4                | MGL Mongólia | 2 |                  |                  |  |  |           |           |
|  | MGL Mongólia                      | 4                |              |   |                  |                  |  |  |           |           |
|  | KOR Coreia do Sul                 | 1                |              |   |                  |                  |  |  |           |           |
|  | KOR Coreia do Sul                 | 1                |              |   |                  |                  |  |  |           |           |

### Seção B
|  | Oitavas de final  | Oitavas de final  |                   |   | Quartas de final | Quartas de final |  |  | Semifinal | Semifinal |
|  |                   |                   |                   |   |                  |                  |  |  |           |           |
|  |                   |                   |                   |   |                  |                  |  |  |           |           |
|  |                   |                   |                   |   |                  |                  |  |  |           |           |
|  |                   |                   |                   |   |                  |                  |  |  |           |           |
|  |                   |                   |                   |   |                  |                  |  |  |           |           |
|  |                   |                   |                   |   |                  |                  |  |  |           |           |
|  | 2FRA França       | 4                 |                   |   |                  |                  |  |  |           |           |
|  | 2FRA França       | 4                 |                   |   |                  |                  |  |  |           |           |
|  |                   |                   | ISR Israel        | 3 |                  |                  |  |  |           |           |
|  | ITA Itália        | 3                 | ISR Israel        | 3 |                  |                  |  |  |           |           |
|  | ITA Itália        | 3                 |                   |   |                  |                  |  |  |           |           |
|  | ISR Israel        | 4                 |                   |   |                  |                  |  |  |           |           |
|  | ISR Israel        | 4                 | 2FRA França       | 4 |                  |                  |  |  |           |           |
|  |                   |                   | 2FRA França       | 4 |                  |                  |  |  |           |           |
|  |                   | NED Países Baixos | 0                 |   |                  |                  |  |  |           |           |
|  |                   | NED Países Baixos | 0                 |   |                  |                  |  |  |           |           |
|  |                   |                   |                   |   |                  |                  |  |  |           |           |
|  |                   |                   |                   |   |                  |                  |  |  |           |           |
|  | 3BRA Brasil       | 2                 |                   |   |                  |                  |  |  |           |           |
|  | 3BRA Brasil       | 2                 |                   |   |                  |                  |  |  |           |           |
|  |                   |                   | NED Países Baixos | 4 |                  |                  |  |  |           |           |
|  | NED Países Baixos | 4                 | NED Países Baixos | 4 |                  |                  |  |  |           |           |
|  | NED Países Baixos | 4                 |                   |   |                  |                  |  |  |           |           |
|  | UZB Uzbequistão   | 3                 |                   |   |                  |                  |  |  |           |           |
|  | UZB Uzbequistão   | 3                 |                   |   |                  |                  |  |  |           |           |

## Confrontos

### Oitavas de final

#### Alemanha vs Equipe Olímpica de Refugiados
| Classe de peso   | GER Alemanha     | Resultado | EOR Equipe Olímpica de Refugiados | Placar |
| ---------------- | ---------------- | --------- | --------------------------------- | ------ |
| +90 kg masculino | Johannes Frey    | 10 – 00   | Javad Mahjoub                     | 1 – 0  |
| –57 kg feminino  | Theresa Stoll    | 10 – 00   | Sanda Aldass                      | 2 – 0  |
| –73 kg masculino | Igor Wandtke     | 10 – 00   | Ahmad Alikaj                      | 3 – 0  |
| –70 kg feminino  | Martyna Trajdos  | 10 – 00   | Muna Dahouk                       | 4 – 0  |
| –90 kg masculino | Dominic Ressel   | —         | Popole Misenga                    | —      |
| +70 kg feminino  | Jasmin Grabowski | —         | Nigara Shaheen                    | —      |

#### Mongólia vs Coreia do Sul
| Classe de peso   | MGL Mongólia              | Resultado | KOR Coreia do Sul | Placar |
| ---------------- | ------------------------- | --------- | ----------------- | ------ |
| +90 kg masculino | Ölziibayaryn Düürenbayar  | 00 – 10   | Kim Min-jong      | 0 – 1  |
| –57 kg feminino  | Dorjsürengiin Sumiyaa     | 01 – 00   | Kim Ji-su         | 1 – 1  |
| –73 kg masculino | Tsend-Ochiryn Tsogtbaatar | 10 – 00   | An Chang-rim      | 2 – 1  |
| –70 kg feminino  | Boldyn Gankhaich          | 01 – 00   | Kim Seong-yeon    | 3 – 1  |
| –90 kg masculino | Gantulgyn Altanbagana     | 10 – 00   | Gwak Dong-han     | 4 – 1  |
| +70 kg feminino  | Otgony Mönkhtsetseg       | —         | Han Mi-jin        | —      |

#### Itália vs Israel
| Classe de peso   | ITA Itália        | Resultado | ISR Israel        | Placar |
| ---------------- | ----------------- | --------- | ----------------- | ------ |
| +90 kg masculino | Nicholas Mungai   | 00 – 10   | Peter Paltchik    | 0 – 1  |
| –57 kg feminino  | Odette Giuffrida  | 01 – 00   | Timna Nelson-Levy | 1 – 1  |
| –73 kg masculino | Fabio Basile      | 01 – 00   | Tohar Butbul      | 2 – 1  |
| –70 kg feminino  | Maria Centracchio | 00 – 10   | Gili Sharir       | 2 – 2  |
| –90 kg masculino | Christian Parlati | 11 – 01   | Li Kochman        | 3 – 2  |
| +70 kg feminino  | Alice Bellandi    | 00 – 01   | Raz Hershko       | 3 – 3  |
| –70 kg feminino  | Maria Centracchio | 00 – 10   | Gili Sharir       | 3 – 4  |

#### Países Baixos vs Uzbequistão
| Classe de peso   | NED Países Baixos  | Resultado | UZB Uzbequistão      | Placar |
| ---------------- | ------------------ | --------- | -------------------- | ------ |
| +90 kg masculino | Henk Grol          | 00 – 10   | Bekmurod Oltiboev    | 0 – 1  |
| –57 kg feminino  | Sanne Verhagen     | 10 – 00   | Diyora Keldiyorova   | 1 – 1  |
| –73 kg masculino | Tornike Tsjakadoea | 00 – 10   | Khikmatillokh Turaev | 1 – 2  |
| –70 kg feminino  | Sanne van Dijke    | 00 – 10   | Gulnoza Matniyazova  | 1 – 3  |
| –90 kg masculino | Noël van 't End    | 10 – 00   | Davlat Bobonov       | 2 – 3  |
| +70 kg feminino  | Guusje Steenhuis   | 10 – 00   | Farangiz Khojieva    | 3 – 3  |
| +90 kg masculino | Henk Grol          | 10 – 00   | Bekmurod Oltiboev    | 4 – 3  |

### Quartas de final

#### Japão vs Alemanha
| Classe de peso   | JPN Japão       | Resultado | GER Alemanha         | Placar |
| ---------------- | --------------- | --------- | -------------------- | ------ |
| –57 kg feminino  | Uta Abe         | 00 – 10   | Theresa Stoll        | 0 – 1  |
| –73 kg masculino | Shohei Ono      | 00 – 01   | Igor Wandtke         | 0 – 2  |
| –70 kg feminino  | Chizuru Arai    | 10 – 00   | Giovanna Scoccimarro | 1 – 2  |
| –90 kg masculino | Shoichiro Mukai | 01 – 00   | Eduard Trippel       | 2 – 2  |
| +70 kg feminino  | Akira Sone      | 10 – 00   | Jasmin Grabowski     | 3 – 2  |
| +90 kg masculino | Aaron Wolf      | 01 – 00   | Johannes Frey        | 4 – 2  |

#### ROC vs Mongólia
| Classe de peso   | ROC                   | Resultado | MGL Mongólia              | Placar |
| ---------------- | --------------------- | --------- | ------------------------- | ------ |
| –57 kg feminino  | Daria Mezhetskaia     | 01 – 00   | Dorjsürengiin Sumiya      | 1 – 0  |
| –73 kg masculino | Musa Mogushkov        | 00 – 01   | Tsend-Ochiryn Tsogtbaatar | 1 – 1  |
| –70 kg feminino  | Madina Taimazova      | 10 – 00   | Boldyn Gankhaich          | 2 – 1  |
| –90 kg masculino | Mikhail Igolnikov     | 01 – 10   | Saeid Mollaei             | 2 – 2  |
| +70 kg feminino  | Aleksandra Babintseva | 10 – 00   | Otgony Mönkhtsetseg       | 3 – 2  |
| +90 kg masculino | Tamerlan Bashaev      | 01 – 00   | Ölziibayaryn Düürenbayar  | 4 – 2  |

#### França vs Israel
| Classe de peso   | FRA França           | Resultado | ISR Israel        | Placar |
| ---------------- | -------------------- | --------- | ----------------- | ------ |
| –57 kg feminino  | Sarah-Léonie Cysique | 01 – 11   | Timna Nelson-Levy | 0 – 1  |
| –73 kg masculino | Guillaume Chaine     | 01 – 00   | Tohar Butbul      | 1 – 1  |
| –70 kg feminino  | Margaux Pinot        | 00 – 01   | Gili Sharir       | 1 – 2  |
| –90 kg masculino | Axel Clerget         | 00 – 10   | Li Kochman        | 1 – 3  |
| +70 kg feminino  | Romane Dicko         | 10 – 00   | Raz Hershko       | 2 – 3  |
| +90 kg masculino | Teddy Riner          | 10 – 00   | Or Sasson         | 3 – 3  |
| –70 kg feminino  | Margaux Pinot        | 10 – 00   | Gili Sharir       | 4 – 3  |

#### Brasil vs Países Baixos
| Classe de peso   | BRA Brasil      | Resultado | NED Países Baixos  | Placar |
| ---------------- | --------------- | --------- | ------------------ | ------ |
| –57 kg feminino  | Larissa Pimenta | 00 – 10   | Sanne Verhagen     | 0 – 1  |
| –73 kg masculino | Daniel Cargnin  | 01 – 00   | Tornike Tsjakadoea | 1 – 1  |
| –70 kg feminino  | Maria Portela   | 00 – 10   | Sanne van Dijke    | 1 – 2  |
| –90 kg masculino | Rafael Macedo   | 00 – 01   | Noël van 't End    | 1 – 3  |
| +70 kg feminino  | Mayra Aguiar    | 10 – 00   | Guusje Steenhuis   | 2 – 3  |
| +90 kg masculino | Rafael Silva    | 00 – 10   | Henk Grol          | 2 – 4  |

### Repescagem

#### Alemanha vs Mongólia
| Classe de peso   | GER Alemanha         | Resultado | MGL Mongólia              | Placar |
| ---------------- | -------------------- | --------- | ------------------------- | ------ |
| –73 kg masculino | Igor Wandtke         | 00 – 01   | Tsend-Ochiryn Tsogtbaatar | 0 – 1  |
| –70 kg feminino  | Giovanna Scoccimarro | 10 – 00   | Boldyn Gankhaich          | 1 – 1  |
| –90 kg masculino | Eduard Trippel       | 00 – 01   | Saeid Mollaei             | 1 – 2  |
| +70 kg feminino  | Jasmin Grabowski     | 10 – 00   | Otgony Mönkhtsetseg       | 2 – 2  |
| +90 kg masculino | Johannes Frey        | 10 – 00   | Ölziibayaryn Düürenbayar  | 3 – 2  |
| –57 kg feminino  | Theresa Stoll        | 10 – 00   | Dorjsürengiin Sumiya      | 4 – 2  |

#### Israel vs Brasil
| Classe de peso   | ISR Israel        | Resultado | BRA Brasil          | Placar |
| ---------------- | ----------------- | --------- | ------------------- | ------ |
| –73 kg masculino | Tohar Butbul      | 10 – 00   | Eduardo Barbosa     | 1 – 0  |
| –70 kg feminino  | Gili Sharir       | 00 – 10   | Maria Portela       | 1 – 1  |
| –90 kg masculino | Li Kochman        | 10 – 00   | Eduardo Yudy Santos | 2 – 1  |
| +70 kg feminino  | Raz Hershko       | 00 – 10   | Mayra Aguiar        | 2 – 2  |
| +90 kg masculino | Peter Paltchik    | 10 – 00   | Rafael Buzacarini   | 3 – 2  |
| –57 kg feminino  | Timna Nelson-Levy | 10 – 00   | Larissa Pimenta     | 4 – 2  |

### Semifinais

#### Japão vs ROC
| Classe de peso   | JPN Japão       | Resultado | ROC                   | Placar |
| ---------------- | --------------- | --------- | --------------------- | ------ |
| –73 kg masculino | Shohei Ono      | 10 – 00   | Musa Mogushkov        | 1 – 0  |
| –70 kg feminino  | Chizuru Arai    | 10 – 00   | Madina Taimazova      | 2 – 0  |
| –90 kg masculino | Shoichiro Mukai | 10 – 00   | Mikhail Igolnikov     | 3 – 0  |
| +70 kg feminino  | Akira Sone      | 10 – 00   | Aleksandra Babintseva | 4 – 0  |
| +90 kg masculino | Aaron Wolf      | —         | Tamerlan Bashaev      | —      |
| –57 kg feminino  | Tsukasa Yoshida | —         | Daria Mezhetskaia     | —      |

#### França vs Países Baixos
| Classe de peso   | FRA França           | Resultado | NED Países Baixos  | Placar |
| ---------------- | -------------------- | --------- | ------------------ | ------ |
| –73 kg masculino | Guillaume Chaine     | 10 – 00   | Tornike Tsjakadoea | 1 – 0  |
| –70 kg feminino  | Clarisse Agbegnenou  | 01 – 00   | Sanne van Dijke    | 2 – 0  |
| –90 kg masculino | Axel Clerget         | 01 – 00   | Noël van 't End    | 3 – 0  |
| +70 kg feminino  | Romane Dicko         | 01 – 00   | Guusje Steenhuis   | 4 – 0  |
| +90 kg masculino | Teddy Riner          | —         | Michael Korrel     | —      |
| –57 kg feminino  | Sarah-Léonie Cysique | —         | Sanne Verhagen     | —      |

### Disputa pelo bronze

#### Alemanha vs Países Baixos
| Classe de peso   | GER Alemanha         | Resultado | NED Países Baixos  | Placar |
| ---------------- | -------------------- | --------- | ------------------ | ------ |
| –70 kg feminino  | Giovanna Scoccimarro | 00 – 10   | Sanne van Dijke    | 0 – 1  |
| –90 kg masculino | Dominic Ressel       | 10 – 00   | Noël van 't End    | 1 – 1  |
| +70 kg feminino  | Anna-Maria Wagner    | 01 – 00   | Guusje Steenhuis   | 2 – 1  |
| +90 kg masculino | Karl-Richard Frey    | 00 – 10   | Henk Grol          | 2 – 2  |
| –57 kg feminino  | Theresa Stoll        | 10 – 01   | Sanne Verhagen     | 3 – 2  |
| –73 kg masculino | Sebastian Seidl      | 10 – 00   | Tornike Tsjakadoea | 4 – 2  |

#### Israel vs ROC
| Classe de peso   | ISR Israel        | Resultado | ROC                   | Placar |
| ---------------- | ----------------- | --------- | --------------------- | ------ |
| –70 kg feminino  | Gili Sharir       | 00 – 01   | Madina Taimazova      | 0 – 1  |
| –90 kg masculino | Sagi Muki         | 10 – 00   | Mikhail Igolnikov     | 1 – 1  |
| +70 kg feminino  | Raz Hershko       | 10 – 00   | Aleksandra Babintseva | 2 – 1  |
| +90 kg masculino | Peter Paltchik    | 01 – 00   | Tamerlan Bashaev      | 3 – 1  |
| –57 kg feminino  | Timna Nelson-Levy | 10 – 01   | Daria Mezhetskaia     | 4 – 1  |
| –73 kg masculino | Tohar Butbul      | —         | Musa Mogushkov        | —      |

### Final

#### Japão vs França
| Classe de peso   | JPN Japão       | Resultado | FRA França           | Placar |
| ---------------- | --------------- | --------- | -------------------- | ------ |
| –70 kg feminino  | Chizuru Arai    | 00 – 10   | Clarisse Agbegnenou  | 0 – 1  |
| –90 kg masculino | Shoichiro Mukai | 00 – 10   | Axel Clerget         | 0 – 2  |
| +70 kg feminino  | Akira Sone      | 10 – 00   | Romane Dicko         | 1 – 2  |
| +90 kg masculino | Aaron Wolf      | 00 – 01   | Teddy Riner          | 1 – 3  |
| –57 kg feminino  | Tsukasa Yoshida | 00 – 01   | Sarah-Léonie Cysique | 1 – 4  |
| –73 kg masculino | Shohei Ono      | —         | Guillaume Chaine     | —      |

## Equipes
Masculino
|                                   | Terço inferior            | Terço inferior          | Terço inferior            |                       | Terço superior        | Terço superior               | Terço superior           | #  |
| CON                               | –60 kg                    | –66 kg                  | –73 kg                    | –81 kg                | –90 kg                | –100 kg                      | +100 kg                  |    |
| --------------------------------- | ------------------------- | ----------------------- | ------------------------- | --------------------- | --------------------- | ---------------------------- | ------------------------ | -- |
| JPN Japão                         | Naohisa Takato            | Hifumi Abe              | Shohei Ono                | Takanori Nagase       | Shoichiro Mukai       | Aaron Wolf                   | Hisayoshi Harasawa       | 7  |
| BRA Brasil                        | Eric Takabatake           | Daniel Cargnin          | Eduardo Barbosa           | Eduardo Yudy Santos   | Rafael Macedo         | Rafael Buzacarini            | Rafael Silva             | 7  |
| FRA França                        | Luka Mkheidze             | Kilian Le Blouch        | Guillaume Chaine          | —                     | Axel Clerget          | Alexandre Iddir              | Teddy Riner              | 6  |
| GER Alemanha                      | Moritz Plafky             | Sebastian Seidl         | Igor Wandtke              | Dominic Ressel        | Eduard Trippel        | Karl-Richard Frey            | Johannes Frey            | 7  |
| ISR Israel                        | —                         | Baruch Shmailov         | Tohar Butbul              | Sagi Muki             | Li Kochman            | Peter Paltchik               | Or Sasson                | 6  |
| ITA Itália                        | —                         | Manuel Lombardo         | Fabio Basile              | Christian Parlati     | Nicholas Mungai       | —                            | —                        | 4  |
| MGL Mongólia                      | Dashdavaagiin Amartüvshin | Yondonperenlein Baskhüü | Tsend-Ochiryn Tsogtbaatar | Saeid Mollaei         | Gantulgyn Altanbagana | Lkhagvasürengiin Otgonbaatar | Ölziibayaryn Düürenbayar | 7  |
| NED Países Baixos                 | Tornike Tsjakadoea        | —                       | —                         | Frank de Wit          | Noël van 't End       | Michael Korrel               | Henk Grol                | 5  |
| KOR Coreia do Sul                 | Kim Won-jin               | An Baul                 | An Changrim               | Lee Sung-ho           | Gwak Dong-han         | Cho Gu-ham                   | Kim Min-jong             | 7  |
| UZB Uzbequistão                   | Sharafuddin Lutfillaev    | Sardor Nurillaev        | Khikmatillokh Turaev      | Sharofiddin Boltaboev | Davlat Bobonov        | Mukhammadkarim Khurramov     | Bekmurod Oltiboev        | 7  |
| EOR Equipe Olímpica de Refugiados | —                         | —                       | Ahmad Alikaj              | —                     | Popole Misenga        | —                            | Javad Mahjoub            | 3  |
| ROC                               | Robert Mshvidobadze       | Yakub Shamilov          | Musa Mogushkov            | Alan Khubetsov        | Mikhail Igolnikov     | Niyaz Ilyasov                | Tamerlan Bashaev         | 7  |
| Total equipes: 12                 | 9                         | 10                      | 11                        | 10                    | 12                    | 10                           | 11                       | 73 |
| Referências                       | [ 21 ]                    | [ 22 ]                  | [ 23 ]                    | [ 24 ]                | [ 25 ]                | [ 26 ]                       | [ 27 ]                   |    |
|                                   |                           |                         | Terço médio               |                       |                       |                              |                          |    |

Feminino
|                                   | Terço inferior         | Terço inferior              | Terço inferior        |                     | Terço superior       | Terço superior        | Terço superior        | #  |
| CON                               | –48 kg                 | –52 kg                      | –57 kg                | –63 kg              | –70 kg               | –78 kg                | +78 kg                |    |
| --------------------------------- | ---------------------- | --------------------------- | --------------------- | ------------------- | -------------------- | --------------------- | --------------------- | -- |
| JPN Japão                         | Funa Tonaki            | Uta Abe                     | Tsukasa Yoshida       | Miku Tashiro        | Chizuru Arai         | Shori Hamada          | Akira Sone            | 7  |
| BRA Brasil                        | Gabriela Chibana       | Larissa Pimenta             | —                     | Ketleyn Quadros     | Maria Portela        | Mayra Aguiar          | Maria Suelen Altheman | 6  |
| FRA França                        | Shirine Boukli         | Amandine Buchard            | Sarah-Léonie Cysique  | Clarisse Agbegnenou | Margaux Pinot        | Madeleine Malonga     | Romane Dicko          | 7  |
| GER Alemanha                      | Katharina Menz         | —                           | Theresa Stoll         | Martyna Trajdos     | Giovanna Scoccimarro | Anna-Maria Wagner     | Jasmin Grabowski      | 6  |
| ISR Israel                        | Shira Rishony          | Gili Cohen                  | Timna Nelson-Levy     | Gili Sharir         | —                    | Inbar Lanir           | Raz Hershko           | 6  |
| ITA Itália                        | Francesca Milani       | Odette Giuffrida            | —                     | Maria Centracchio   | Alice Bellandi       | —                     | —                     | 4  |
| MGL Mongólia                      | Mönkhbatyn Urantsetseg | Lkhagvasürengiin Sosorbaram | Dorjsürengiin Sumiyaa | Boldyn Gankhaich    | —                    | Otgony Mönkhtsetseg   | —                     | 5  |
| NED Países Baixos                 | —                      | —                           | Sanne Verhagen        | Juul Franssen       | Sanne van Dijke      | Guusje Steenhuis      | Tessie Savelkouls     | 5  |
| KOR Coreia do Sul                 | Kang Yu-jeong          | Park Da-sol                 | Kim Ji-su             | Han Hee-ju          | Kim Seong-yeon       | Yoon Hyun-ji          | Han Mi-jin            | 7  |
| UZB Uzbequistão                   | —                      | Diyora Keldiyorova          | —                     | Farangiz Khojieva   | Gulnoza Matniyazova  | —                     | —                     | 3  |
| EOR Equipe Olímpica de Refugiados | —                      | —                           | Sanda Aldass          | Muna Dahouk         | Nigara Shaheen       | —                     | —                     | 3  |
| ROC                               | Irina Dolgova          | Natalia Kuziutina           | Daria Mezhetskaia     | Daria Davydova      | Madina Taimazova     | Aleksandra Babintseva | —                     | 6  |
| Total equipes: 12                 | 9                      | 9                           | 9                     | 12                  | 10                   | 9                     | 7                     | 65 |
| Referências                       | [ 28 ]                 | [ 29 ]                      | [ 30 ]                | [ 31 ]              | [ 32 ]               | [ 33 ]                | [ 34 ]                |    |
|                                   |                        |                             | Terço médio           |                     |                      |                       |                       |    |